# Трондьєміт
Трондьєміт — лейкократова (світлоколірна) інтрузивна магматична порода. Це різновид тоналіту, в якому плагіоклаз переважно у формі олігоклазу. Трондьєміти, які зустрічаються в океанічній корі або в офіолітах, зазвичай називають плагіогранітами.
Трондьєміт поширений в архейських террейнах, зустрічаючись у поєднанні з тоналітом і гранодіоритом у вигляді ортогнейсової групи TTG (тоналіт–трондьєміт–гранодіорит). Тронджемітові дайки також зазвичай утворюють частину дайкового комплексу офіолітів.
Тип породи вперше описаний В. М. Гольдшмідт у 1916 році. Назва типу скелі походить від міста Тронхейм, Норвегія.